# Vriesea parvula
Vriesea parvula là một loài thuộc chi Vriesea. Đây là loài bản địa của Brasil.